# Klein Dávid
Klein Dávid (Budapest, 1975. szeptember 22. –) magyar expedíciós hegymászó.
| Klein Dávid                               | Klein Dávid                               |
| Kattints az alábbi külső linkek egyikére! | Kattints az alábbi külső linkek egyikére! |
| ----------------------------------------- | ----------------------------------------- |
| Nem található szabad kép.(?)              |                                           |
| külső link · jogvédett                    | Képe az Origón (2015)                     |

## Pályafutása
Apja Klein Sándor, nemzetközileg is elismert munkapszichológus. 12 évesen ismerkedett meg a hegymászással, a következő években a hazai mászóiskolákon kívül a Tátrában és az Egyesült Államokban tanult mászni. (Alapfokú sziklamászó vizsgáját 1989-ben, nyári és téli magashegyi vizsgáit 1992-ben és 1993-ban tette le.)
Magashegyi expedíciós karrierje 1998-ban kezdődött az Első Magyar Hindukus expedícióval.
Összesen négy, nyolcezer méternél magasabb hegycsúcs tetején állt – valamennyin kisegítő oxigén használata nélkül:
- 2003 Gasherbrum II (8035 m) (első magyar megmászás)
- 2004 Cso-Oju (8188 m)
- 2015 Manaszlu (8163 m)
- 2016 Annapurna (8091 m) (első magyar megmászás)

7 sikeres expedícióban vett részt a Hindukus, Karakorum és Himalája vonulatokban csúcsmászóként, expedícióvezetőként vagy mászótársként. Életpályáját a Spektrumon 2024-ben debütáló „Minek ment oda” hatrészes sorozat záró epizódja dolgozta fel.

## Szakmai elismerések
- 2015 – „Az év mászása 2015” – I. hely (hegymászás kategória) – Magyar Hegy- és Sportmászó Szövetség által kiosztott díj[3]
- 2015 – „Az év sportolója 2015” – az Excelsior Hegymászó SE által adományozott díj[4]
- 2016 – „Az év mászása 2016” – I. hely (hegymászás kategória) – Magyar Hegy- és Sportmászó Szövetség által kiosztott díj

## Kritikák
A 2019-es K2 expedíciójával bezárólag 19 himalájai expedíción vett részt, de csak négyszer jutott fel a csúcsra. A Mount Everesttel 9 alkalommal próbálkozott, de a csúcsot még sosem sikerült elérnie. Magassági rekordja ezen a hegyen 8700 m.